# Tempus Fugit (Band)
Tempus Fugit ist eine 1992 gegründete brasilianische Progressive-Rock-Band.

## Geschichte
Das Debütalbum Tales from a Forgotten World erschien 1997. Der Nachfolger The Dawn After the Storm wurde 1999 veröffentlicht. Beim Progfest 2000 traten sie als erste südamerikanische Band auf diesem Festival auf.
Der Stil ist im Neo Prog angesiedelt und erinnert an Bands wie Marillion, Genesis oder Yes.

## Diskografie

### Studioalben
- 1997: Tales From a Forgotten World (Wiederveröffentlichung 2007)
- 1999: The Dawn After the Storm
- 2008: Chessboard

### Live-Album
- 1999: Live - Official Bootleg Feb ’98